# Информационно-цензурна секция при Щаба на армията
Информационно-цензурната секция е отдел при Щаба на армията със задача да контролира личната кореспонденция и пресата.
Секцията се формира при обявяването на общата мобилизация на 10 септември 1915 г. От 19 септември 1915 г. секцията се преименува в Информационноцензурна и се преподчинява на Оперативния отдел при Щаба на армията. От 5 ноември 1916 г. към секцията се формира Специална цензурна комисия за контрол на кореспонденцията на военнопленниците. След демобилизацията през 1918 г. Информационноцензурната секция се разформира.
Архивът на секцията се съхранява във фонд 42Н в Държавния военноисторически архив във Велико Търново. Той се състои от 61 архивни единици от периода 1915 – 1941 г.